# Mesoleius hypoleucus
Mesoleius hypoleucus är en stekelart som beskrevs av Teunissen 1945. Mesoleius hypoleucus ingår i släktet Mesoleius och familjen brokparasitsteklar. Utöver nominatformen finns också underarten M. h. rufotibialis.